# Erythrotrichia
Genre
Erythrotrichia est un genre d’algues rouges de la famille des Erythrotrichiaceae.

## Liste d'espèces
Selon BioLib (11 octobre 2020) :
- Erythrotrichia ascendens
- Erythrotrichia bertholdii
- Erythrotrichia biseriata
- Erythrotrichia californica
- Erythrotrichia carnea Dillw.
- Erythrotrichia ceramicola (Lyngbye) Areschoug
- Erythrotrichia ciliaris
- Erythrotrichia investiens
- Erythrotrichia kylinii
- Erythrotrichia parksii Gardn.
- Erythrotrichia porphyroides Gardn.
- Erythrotrichia regularis Noda
- Erythrotrichia rhizoidea Cleland
- Erythrotrichia rhizoides
- Erythrotrichia rosea P.J.L.Dangeard
- Erythrotrichia sargassicola Noda
- Erythrotrichia scalaris P.J.L.Dangeard
- Erythrotrichia tetraseriata Gardn.
- Erythrotrichia vexillaris
- Erythrotrichia welwitschii Rupr.

Selon ITIS (11 octobre 2020) :
- Erythrotrichia ascendens
- Erythrotrichia bertholdii
- Erythrotrichia biseriata
- Erythrotrichia boryana
- Erythrotrichia californica
- Erythrotrichia carnea Dillw.
- Erythrotrichia ceramicola (Lyngbye) Areschoug
- Erythrotrichia ciliaris
- Erythrotrichia investiens
- Erythrotrichia kylinii
- Erythrotrichia parksii Gardn.
- Erythrotrichia porphyroides Gardn.
- Erythrotrichia pulvinata Gardn.
- Erythrotrichia rhizoides
- Erythrotrichia tetraseriata Gardn.
- Erythrotrichia vexillaris
- Erythrotrichia welwitschii Rupr.

Selon World Register of Marine Species (11 octobre 2020) :
- Erythrotrichia ascendens E.Y.Dawson, 1953
- Erythrotrichia bangioides Levring, 1955
- Erythrotrichia bertholdii Batters, 1900
- Erythrotrichia biseriata Tanaka, 1944
- Erythrotrichia carnea (Dillwyn) J.Agardh, 1883
- Erythrotrichia elongata Lami, 1938
- Erythrotrichia foliiformis G.R.South & N.M.Adams, 1976
- Erythrotrichia hunterae N.L.Gardner, 1936
- Erythrotrichia incrassata T.Tanaka, 1944
- Erythrotrichia investiens (Zanardini) Bornet, 1892
- Erythrotrichia kylinii N.L.Gardner, 1927
- Erythrotrichia longistipitata J.A.West, Loiseaux de Goër & Zuccarello, 2012
- Erythrotrichia minuta B.F.Zheng & J.Li
- Erythrotrichia parietalis T.Tanaka, 1952
- Erythrotrichia parksii N.L.Gardner, 1927
- Erythrotrichia platyphylla Stegenga, Engledow, Bolton & Anderson, 2001
- Erythrotrichia polymorpha M.A.Howe, 1914
- Erythrotrichia porphyroides N.L.Gardner, 1927
- Erythrotrichia propagulosa B.F.Zheng & J.Li
- Erythrotrichia ramulosa B.F.Zheng & J.Li
- Erythrotrichia reflexa (P.L.Crouan & H.M.Crouan) Thuret ex De Toni, 1897
- Erythrotrichia regularis Noda, 1971
- Erythrotrichia rhizoidea Cleland, 1917
- Erythrotrichia rosea P.J.L.Dangeard, 1968
- Erythrotrichia sargassicola Noda, 1970
- Erythrotrichia scalaris P.J.L.Dangeard, 1968
- Erythrotrichia simplex B.F.Zheng & J.Li
- Erythrotrichia simplex P.J.L.Dangeard, 1968
- Erythrotrichia tetraseriata N.L.Gardner, 1927
- Erythrotrichia vexillaris (Montagne) G.Hamel, 1929
- Erythrotrichia welwitschii (Ruprecht) Batters, 1902